# アイシテル (CHAGEのアルバム)
『アイシテル』は、CHAGE（現：Chage）の2枚目のオリジナル・アルバム。2008年10月8日に発売された。発売元はユニバーサル シグマ。

## 解説
1998年に発売された『2nd』からおよそ10年ぶりとなるCHAGEのオリジナル・アルバムである。
サウンド・プロデューサーに森俊之を、コーラスにはAMAZONSを迎えている。
ディスクジャケットは、23年ぶりにサングラスを外したCHAGEの写真が使用されている。
初回限定盤はDVD付となっており、石田ゆり子が出演している「waltz」のミュージック・ビデオとメイキング映像が収録されている。
11月2日からは、コンサートツアー『CHAGE CONCERT TOUR 2008 アイシテル』を開催した。

## 収録曲
| #         | タイトル            | 作詞                | 作曲          | 編曲      | 時間  |
| --------- | ------------------- | ------------------- | ------------- | --------- | ----- |
| 1.        | 「アイシテル」      | CHAGE, エガワヒロシ | CHAGE         | 森俊之    | 4:59  |
| 2.        | 「waltz」           | CHAGE               | CHAGE         | 森俊之    | 4:27  |
| 3.        | 「マシュマロ」      | CHAGE               | CHAGE         | 森俊之    | 4:14  |
| 4.        | 「Love」            | 青木せい子          | CHAGE         | 河野圭    | 4:34  |
| 5.        | 「夜のイキモノ」    | CHAGE, エガワヒロシ | CHAGE         | 河野圭    | 5:21  |
| 6.        | 「BOYS LIFE」       | エガワヒロシ        | CHAGE, 森俊之 | 森俊之    | 4:18  |
| 7.        | 「RAINY BLUES」     | エガワヒロシ        | CHAGE, 森俊之 | 森俊之    | 5:21  |
| 8.        | 「クールで行こう!」 | CHAGE, 青木せい子   | CHAGE         | 河野圭    | 4:16  |
| 9.        | 「SOME DAY」        | 澤地隆              | CHAGE         | 河野圭    | 5:09  |
| 10.       | 「永遠の謎」        | 青木せい子          | CHAGE         | 森俊之    | 5:18  |
| 合計時間: | 合計時間:           | 合計時間:           | 合計時間:     | 合計時間: | 47:57 |

| #  | タイトル                         | 作詞 | 作曲・編曲 |
| -- | -------------------------------- | ---- | ---------- |
| 1. | 「waltz」(MUSIC VIDEO)           |      |            |
| 2. | 「waltz」(MAKING OF MUSIC VIDEO) |      |            |

## 楽曲解説

### CD
コメントは、『アイシテル』 Official Web Site 各曲の項目を参照
1. アイシテル
アルバムタイトル曲。アルバム収録曲の中で8ビートの曲が足りないという話になり、最後に制作した。最初にフックのあるメロディーができて、そこに気をつけながらもコードをいっぱい足すのではなく、普通のコードの中で一瞬ハッとする展開を加えてみたりをしているうちに完成したという。
詞はエガワヒロシとの共作だが、サビにある "越え、越え、声" の部分は、普段ラジオパーソナリティも担当しているCHAGEの希望により、自分の言葉として入れさせてもらったという。
2. waltz
2008年9月10日に発売されたシングル曲。テレビ東京系『開運!なんでも鑑定団』エンディングテーマ。
アルバムの中で最初に完成した曲。仮タイトルから「waltz」であった。
3. マシュマロ
1998年にレスリー・チャンへ提供した曲のセルフカバー[3]。
3月に出演した大友直人主催のイベント『大友直人 PRODUCE POPULAR WEEK』でのライブがきっかけで今回収録に至った。
4. LOVE
MULTI MAXとして1991年11月6日に発売したシングル曲のセルフカバー。
CHAGEが「この曲あってのいまのCHAGEと言っても過言ではない」としており、そんな話をしながら森俊之が聴いたあとに、曲に魅かれてリメイクしたくなったという。また、今回の『アイシテル』のテーマにも通じるところがあるということで収録した。
5. 夜のイキモノ
まったりとした、独特の世界観のある曲としている。
エガワヒロシと "女性は美しくあるべき" などと言い続けながら詞を仕上げたという。
6. BOYS LIFE
2008年9月10日に発売されたシングル「waltz」のカップリング曲。
7. RAINY BLUES
1970年代後半から80年代後半の音色を意識し曲。CHAGEは、「メロディーラインはかなり単純に聴こえるかもしれませんが、とても計算されているのでじっくり聴いてみてください」と述べている。
詞は、CHAGEからエガワヒロシにいくつかのテーマを投げかけて制作をお願いしたという。
8. クールで行こう!
男女の掛け合いになっている構成の曲で、男性パートをCHAGE、女性パートをAMAZONSが歌っている。また、詞も男性の箇所をCHAGEが、女性の箇所を青木せい子が作詞した。
9. SOME DAY
MULTI MAXが1989年10月21日に発売したデビュー・シングルのセルフカバー。
「LOVE」を収録した理由と同じく、CHAGEにとって大切な曲であり、また今回のテーマと通じるものがあるので収録した。
10. 永遠の謎
CHAGEは、今回のアルバムの中で「最もCHAGEらしいバラード曲」と述べている。また、「永遠の謎」という言葉が気に入っていて、アルバムタイトルにしようかどうか悩んだという。
原曲は、MULTI MAXの1996年に発売したアルバム『Oki doki!』を作った頃すでに存在していて、2010年に発売したアルバム『&C』では、原曲のアレンジを活かしたバージョンで収録されている。

### DVD（初回限定盤）
- 「waltz」 MUSIC VIDEO
- 「waltz」 MAKING OF MUSIC VIDEO

## 参加ミュージシャン
- Drums：沼澤尚 (#1-10)
- Bass：沖山優司 (#1-10)
- Guitars：山本タカシ (#1-10)、西川進 (#1,5)
- Keyboards：森俊之 (#1-3,6,7,9,10)、河野圭 (#1,4,5,8,9)
- Chorus：AMAZONS（大滝裕子・斉藤久美・吉川智子） (#1,3,4,6-9)、CHAGE (#1,5,8,9)
- Strings：後藤勇一郎グループ (#2)、弦一徹グループ (#5)
- Chorus Arranged by 吉川智子 (#1,3,4,6-9)